# بلاد البشارة
بلاد البشارة (أيضا بلاد بشارة)، هو اسم شعبي وتاريخي لمنطقة جبلية في جبل عامل في جنوب لبنان.
يعتقد بعض المؤرخين أن اسم بلاد بشارة يعني «بلد الإنجيل» في إشارة إلى تعاليم وتجلي المسيح في المنطقة بينما يعتقد البعض الآخر أنه إشارة إلى أمير أيوبي باسم بشارة.

## جغرافية

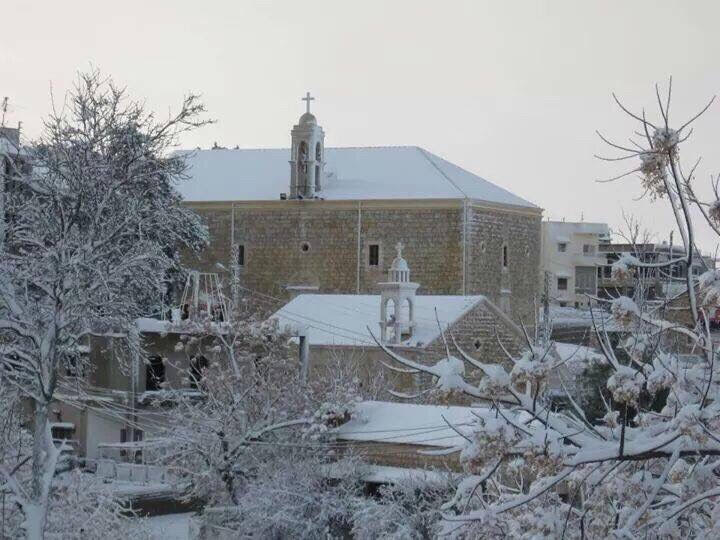
عين إبل قرية في بلاد بشارة

بلاد بشارة هي منطقة جبلية تقع جنوب نهر الليطاني، وتمتد جنوبا إلى الجليل الأعلى، وتشمل وادي الحولة وحنين وطبريا.

## تاريخ
وفقًا للتقاليد الإبراهيمية، فإن بلاد بشارة هي الجزء الشمالي من أرض الميعاد، التي كانت تقسيم قبائل عازر ونفتالي، وأطلق عليها لاحقًا اسم الجليل الأعلى.